# Fritz Schwimbeck
Fritz Schwimbeck (* 30. Januar 1889 in München; † 29. August 1977 in Friedberg/Bayern) war ein deutscher Kunsterzieher, Maler und Grafiker.

## Leben
Der Sohn des Juristen Josef Schwimbeck (1861–1929) und seiner Gattin Anna, geborene Bodenmüller (1863–1891), verlebte seine Kindheit und frühe Jugend auf dem Schloss Friedberg (Bayern), wo sein Vater als Amtsrichter tätig war. in Friedberg besuchte er die Elementarschule und wechselte dann nach München, wo er kurzzeitig – im Schuljahr 1899/1900 und erneut 1900/1901 – die 1. Klasse des Maximiliansgymnasiums besuchte. Diese Schule, die bereits sein Vater in den 1870er Jahren besucht hatte, verließ er wegen längerer Erkrankung jedoch wieder. Sein Vater schickte ihn wegen einer Lungenkrankheit zunächst ans Fridericianum Davos und dann an das Gymnasium bei St. Anna (Augsburg), das er 1908 abschloss.
Vom Wintersemester 1908/09 bis einschließlich des Sommersemesters 1912 bildete sich Schwimbeck acht Semester lang an der Technischen Universität München zum Zeichenlehrer aus. Die Grundlagen seiner künstlerischen Ausbildung erhielt er zusätzlich im Atelier seines Onkels, des Kunstmalers Friedrich Bodenmüller, und bei der Bildhauerin Maria Kacer (1870–1930). Die Radiertechnik eignete er sich autodidaktisch an. Als Absolvent der technischen Hochschule konnte er 1912 erfolgreich die Prüfung für das Lehramt an höheren Schulen in Zeichnen und Modellieren ablegen. Anschließend absolvierte er das pädagogische Seminar an der Luitpold-Oberrealschule in München und wurde als Gymnasiallehrer nach Edenkoben in der Pfalz versetzt. Vom Militärdienst zunächst zurückgestellt, erhielt er bei Kriegsausbruch die Einberufung, diente an der Westfront in Flandern, wurde aber aus gesundheitlichen Gründen 1916 aus wieder entlassen.
Schwimbeck lebte in München und begann, Zeichnungen, Radierungen, Exlibris und Buchillustrationen zu fertigen. Er war eng in der Münchner Kunst- und Autorenszene vernetzt, mit Kontakten unter anderem zu Lion Feuchtwanger, Hans Ludwig Held oder Gustav Meyrink. Ab 1919 war er Mitglied des Feldgrauen Künstlerbundes, ab 1921 Mitglied in der Münchner Künstler-Genossenschaft und später des Reichsverbandes Bildender Künstler (RvBK). Nach kurzzeitlichen Tätigkeiten an Realschulen in Weilheim, München und Bamberg schied er auf eigenes Ansuchen aus dem bayerischen Schuldienst aus und wechselte 1925 als Studienrat im Fach Zeichnen an das Städtische Luisengymnasium München. Im selben Jahr heiratete er Maria Pöllinger aus München. Im Jahr 1928 wurde er zum Studienrat, 1937 zum Oberstudienrat ernannt. Neben dem bis zur Pensionierung ausgeübten Lehramt leitete Schwimbeck Studienreisen nach Griechenland, Ägypten oder Nordafrika. 1943 begann er unter Depressionen zu leiden.
1933 trat Fritz Schwimbeck in die Nationalsozialistische Deutsche Arbeiterpartei (NSDAP) ein, und wurde in Folge Filmstellenleiter, dann Filmhauptstellenleiter der Ortsgruppe München. Wegen zahlreicher Mitgliedschaften, unter anderem im Nationalsozialistischen Lehrerbund und der Reichskammer der bildenden Künste, wurde er 1945 von der Münchner Spruchkammer als Mitläufer eingestuft und in den vorzeitigen Ruhestand versetzt.
Im Jahr 1977 siedelte der verwitwete Künstler nach Friedberg über, wo er im selben Jahr im Alter von 88 Jahren starb. Er ist auf dem Waldfriedhof München (Alter Teil, Grab Nummer 41-3-52) beigesetzt. Sein künstlerischer Nachlass wurde zur Hälfte an die Stadt Friedberg vererbt und befindet sich in der Sammlung des Museums im Wittelsbacher Schloss in Friedberg, wo auch bedeutende Werke von Schwimbeck in der Dauerausstellung gezeigt werden.

## Werk
Fritz Schwimbeck trat überwiegend als Grafiker in Erscheinung. In den 1910er/1920er-Jahren illustrierte er Bücher aus dem Bereich der phantastischen Literatur wie Gustav Meyrinks Der Golem (1913), aber auch Literaturklassiker wie Macbeth von William Shakespeare oder Erzählungen von Heinrich von Kleist. Seine eigenen grafischen Zyklen mit unheimlichen Motiven sind durch die Schrecken des Ersten Weltkriegs, Krankheit, Schmerz und Begegnung mit dem Tod geprägt. Die düsteren Gewölbe und bedrohlich engen Gassen mit fratzenhaften Häusern in seinen Werken scheinen von den Keller- und Tunnelräumen des Friedberger Schlosses sowie den verwinkelten Friedberger Altstadtgassen geprägt zu sein. Ein weiterer unheimlicher Effekt seiner Arbeiten entsteht durch die Verwendung von Schattengestalten und lediglich vereinzelten Lichtquellen, die das Dargestellte beleuchten.
in seiner 60-jährigen Schaffenszeit entstanden Gemälde, Zeichnungen und Druckgrafik. Seine Ölgemälde griffen Tendenzen der Neuen Sachlichkeit auf. Seine Zeichnungen und Grafiken erschienen als Mappenwerke und Bucheignerzeichen (Exlibris) und wurden als Buchillustrationen eingesetzt. Gustav Meyrink, dessen Novellen Der Golem und Das grüne Gesicht er mit Zeichnungen ausstattete, lernte er 1916 persönlich kennen. Ab 1919 beteiligte er sich mit seinen Arbeiten an den Ausstellungen im Glaspalast München und wieder ab 1950 im Haus der Kunst. Eine Sammelausstellung wurde 1924 im Rahmen der Ständigen Kunstausstellung der Münchner Künstlergenossenschaft im Bayerischen Nationalmuseum gezeigt. Mit Claus Bergen, Paul Erbe und Friedrich Wilhelm Kalb war Schwimbeck 1952 im Vorstand der Neuen Münchner Künstlergenossenschaft (NMKG).

## Werke (Auswahl)

### Buchillustrationen
- August Strindberg: „Advent“. Ein Weihnachtsspiel. Aus dem Schwedischen übertragen von Emil Schering. Mit acht Bildbeigaben von Fritz Schwimbeck. Georg Müller, München 1917.
- Hans Heinz Ewers: Mein Begräbnis und andere seltsame Geschichten. Eingeleitet von St. Przybyszewski mit acht Bildbeigaben von Fritz Schwimbeck. Galerie der Phantasten, Georg Müller, München und Leipzig 1917 (Volltext mit Abbildungen).
- Zeichnungen zu Gustav Meyrinks Das grüne Gesicht und Der Golem, Georg Müller, München 1918.
- Heinrich von Kleist: Das Erdbeben in Chili und Die Verlobung in St. Domingo. Mit acht Radierungen von Fritz Schwimbeck, Morawe & Scheffelt Verlag, Berlin 1920.
- Beate von Müller: Die unsichtbare Brücke. Seltsame Geschichten. Verlag Parcus u. Co, München 1920.
- William Shakespeare: Macbeth, mit zehn Radierungen, Verlag Herrmann A. Wiechmann, München 1920.
- William Shakespeare: Hamlet, mit neuen Radierungen (einschließlich Titelblatt), Verlag Herrmann A. Wiechmann, München 1920.

### Eigenständige Grafikzyklen
- Phantasien über ein altes Haus. Verlag Parcus u. Co, München, 1918.
- Werden – Vergehen. Ein Zyklus in acht Original-Radierungen von Fritz Schwimbeck. Mit einer Einführung von H. L. Held. Verlag Parcus u. Co, München 1919.
- Fieber. Verlag „Die Wende“, München 1919.
- Apokalypse. Ausstellung der Münchener Künstlergenossenschaft im Glaspalast, 1924.

### Schriften
- Kâmarûpa, Phantastische Erzählung (1919). Mit drei ganzseitigen, signierten Radierungen von Fritz Schwimbeck, erschienen in EOS. Ein Ausdruckswerk ringender Kunst. Die auch literarische Arbeit von Fritz Schwimbeck vereinigt in ekstatisch-expressionistischer Weise Eindrücke der Großstadt München mit Visionen aus dem Friedberger Schloss. Der Künstler hat das 1919 erstmals erschienene Werk mit eigenen, großformatigen Radierungen versehen.[2]

## Werke in Museen und Sammlungen (Auswahl)
- München, Städtische Galerie: Osterinsel-Visionen (1921–1923), Blühender Kaktus (1930), Osterstilleben (1932), Stilleben mit Wasserrosen (1962)
- San Francisco, Fine Arts Museum: Acht Blätter aus dem Zyklus Werden–Vergehen, 1919
- The Daulton Collection, Jack Daulton, Los Altos Hills, California:[6] Phantasien über ein altes Haus